# Éric Toledano
Éric Toledano (Paris, 3 de julho de 1971) é um cineasta, argumentista e ator francês. Trabalha, frequentemente, com Olivier Nakache, tanto na realização como na escrita dos argumentos.

## Filmografia

### Filmes
Os filmes aqui listados foram escritos e realizados em colaboração com Olivier Nakache, excetuando La Part de l'ombre cujo argumento não foi escrito por nenhum dos dois.

#### Curtas-metragens
- 1995: Le Jour et la Nuit
- 1999: Les Petits Souliers
- 2000: La Part de l'ombre
- 2002: Ces jours heureux

#### Longas-metragens
- 2005: Je préfère qu'on reste amis...
- 2006: Nos jours heureux
- 2009: Tellement proches
- 2011: Intouchables
- 2014: Samba

## Prémios e nomeações
- César de 2012
  - nomeação ao César de melhor realizador por Intouchables
  - nomeação ao César de melhor argumento original por Intouchables